# Joseph Addai
(en) Statistiques sur pro-football-reference
Joseph Addai est un joueur américain de football américain né le 3 mai 1983 à Houston (Texas). Il mesure 1,80 m pour 97 kg et évolue au poste de running back.

## Biographie

### Carrière universitaire
Il a joué avec l'Université de Louisiana State, devenant le cinquième meilleur coureur de tous les temps de cette université. Il totalise 2 577 yards.

### Carrière professionnelle
Il a été repêché par les Colts d'Indianapolis au 1er tour en 2006 (30e choix de draft).
Lors de sa première saison professionnelle, Addai a disputé 16 matchs dans la NFL, cumulant 1 081 yards par la course pour 7 touchdowns.
À la fin de son contrat avec les Colts, il est recruté par les Patriots de la Nouvelle-Angleterre, mais son contrat est interrompu dans la foulée en mai 2012.

## Palmarès
Vainqueur du Super Bowl XLI avec les Colts